# La bamba
«La bamba» es una canción tradicional mexicana de autor desconocido. Pertenece al género musical denominado son jarocho y es reconocida como un himno popular del estado de Veracruz. Como danza tradicional, se inscribe dentro del contexto de las llamadas danzas de pareja; suelen bailar un hombre y una mujer, aunque en algunas comunidades bailan dos o más parejas.[cita requerida]
En México, en 1944, el compositor y artista del Cine de Oro, Andrés Huesca, grabó y dio a conocer «La bamba». Se mudó a Los Ángeles California, donde tocaban música y allá fue donde Richard Valenzuela (Ritchie Valens) la conoció.
La versión más difundida comercialmente fue popularizada por Ritchie Valens en 1958. Ha obtenido éxito a escala mundial, y fue la primera canción en español que llegó a ocupar el primer puesto en los Billboard Hot 100 en 1987, interpretada por Los Lobos, ya que fue el tema musical de la película La Bamba que narra la vida de este artista.

## Historia
Se presume que «la bamba» se creó en los últimos años del siglo XVII. Inicialmente, la canción satirizaba los esfuerzos tardíos e inútiles realizados por el virrey de México para defender a los ciudadanos del puerto de Veracruz de los piratas. En los registros históricos del género tradicional llamado son jarocho, las referencias más antiguas que se conocen provienen de la localidad de Alvarado, donde —según ellas— se interpretaba con un ritmo muy jovial y fresco, en comparación con la forma de interpretación más lenta y pausada propia de la región de Los Tuxtlas y la planicie costera de Sotavento. Durante más de tres siglos, «La bamba» continuó siendo cantada y danzada sobre todo en Veracruz, donde adquirió un carácter muy emblemático y representativo de ese estado. En 1958, Ritchie Valens, un cantante de padres mexicanos nacido en Estados Unidos, grabó una versión eléctrica con ritmo de rock and roll que la popularizó definitivamente y la convirtió en un clásico de ese género. A partir de entonces, fue interpretada por numerosos artistas de renombre internacional.[cita requerida]

## Letra
Los versos que se cantan en la bamba son de una temática muy amplia: se canta a las mujeres, las relaciones sentimentales en general y a situaciones graciosas que suceden en la vida del pueblo jarocho (natural de Veracruz). Aunque existen frases que aparecen en casi todas las versiones, la propia estructura del tema invita a introducir variantes personales e incluso versos improvisados espontáneamente.  
Por caso, José Feliciano hizo una versión con un ritmo y palabras diferentes al final de la versión tradicional. A través del tiempo, la letra se tornó sugerente y picaresca. 

## Ritmo y armonía
En su forma folclórica (la versión jarocha con el característico sonido huapango), tiene un ritmo binario de tempo rápido, sustentado por un ostinato que puede ser arpegiado por el bajo, las guitarras o el arpa. La armonía está basada en la progresión de acordes I-IV-V (tónica-subdominante-dominante) de una tonalidad mayor (a veces I-IV-V-IV). Si la canción está en "C" (do mayor), esta secuencia es C/F/G. La versión rock and roll, popularizada por Ritchie Valens, usa un ritmo cuaternario más lento, pero mantiene la secuencia armónica y el riff utilizado tradicionalmente como base. Los tres acordes están distribuidos en dos compases y muestran el siguiente ritmo armónico: dos tiempos, la tónica; un tiempo y medio, la subdominante, y cuatro tiempos y medio, la dominante. En otra versión destacada de esta canción, la cantante mexicana Lila Downs, en su álbum Una sangre, fusiona elementos de pop, son jarocho, música electrónica y ritmos afro-mexicanos.[cita requerida]

## Similar progresión armónica de «La bamba» en otras canciones
El ritmo y los acordes empleados en la versión interpretada por Ritchie Valens fueron tan peculiares que, a partir de entonces, en el ámbito musical fueron conocidos como "acordes estilo La bamba". Poco después, este esquema armónico fue utilizado en canciones como «Twist and Shout», interpretada por The Isley Brothers y The Beatles, así como «My Girl Sloopy» interpretada por Vibrations. El estribillo de «Like a Rolling Stone» de Bob Dylan, está sustentado por una similar secuencia de acordes I-IV-V, usando casi el mismo ritmo armónico. En una nota de la revista Rolling Stone, Dylan reconoce esa influencia.

## Posiciones de lista
| Lista de 1959                                | Mejor posición semanal |
| -------------------------------------------- | ---------------------- |
| U.S.Billboard Pop Singles                    | 22                     |
| Lista de 1987                                | Posición               |
| UK Singles Chart                             | 49                     |
| Australian Kent Music Report                 | 1                      |
| Austrian Singles Chart                       | 3                      |
| French Singles Chart                         | 1                      |
| Irish Singles Chart                          | 1                      |
| Italian Singles Chart                        | 1                      |
| New Zealand Singles Chart                    | 1                      |
| Dutch Singles Chart                          | 2                      |
| Norwegian Singles Chart                      | 4                      |
| Swedish Singles Chart                        | 3                      |
| Swiss Singles Chart                          | 1                      |
| UK Singles Chart                             | 1                      |
| U.S. Billboard Hot 100                       | 1                      |
| U.S. Billboard Hot Country Singles & Tracks  | 57                     |
| U.S. Billboard Hot Latin Tracks              | 1                      |
| U.S. Billboard Mainstream Rock Tracks        | 11                     |
| U.S. Billboard Hot Adult Contemporary Tracks | 4                      |

## Contenido multimedia sobre la Bamba y el Son Jarocho
- Existe contenido multimedia en Commons referente a la bamba y el Son jarocho

- Datos: Q641677
- Multimedia: La bamba / Q641677